# گروسوایل
گروسوایل (به آلمانی: Großweil) یک شهر در آلمان است که در بایرن واقع شده‌است.

## خصوصیات
گروسوایل ۲۲٫۰۴ کیلومترمربع مساحت دارد ۶۲۱ متر بالاتر از سطح دریا واقع شده‌است.